# Stenotyla picta
Stenotyla picta är en orkidéart som först beskrevs av Heinrich Gustav Reichenbach, och fick sitt nu gällande namn av Robert Louis Dressler. Stenotyla picta ingår i släktet Stenotyla och familjen orkidéer. Inga underarter finns listade i Catalogue of Life.